# شتات تاميلي
يشير مصطلح شتات التاميل إلى التاميل الذين هاجروا من الهند وسريلانكا إلى بلدان أخرى. توجد أعداد كبيرة من التاميل في الشتات في ماليزيا وسنغافورة وإندونيسيا والشرق الأوسط وريونيون وجنوب إفريقيا وموريشيوس وسيشيل وفيجي وغيانا وميانمار وترينيداد وتوباغو وجزر الهند الغربية الفرنسية وأوروبا وأستراليا وكندا والولايات المتحدة.